# 阿卜杜勒-哈米德·谢拉夫
阿卜杜勒-哈米德·谢拉夫（阿拉伯语：‎，1939年7月8日—1980年7月3日），1979年12月始任约旦总理，7个月后因心梗去世。谢拉夫曾任約旦駐美国、加拿大及联合国大使。